# La Bataille de Culloden
 (mai 2019).
Si vous disposez d'ouvrages ou d'articles de référence ou si vous connaissez des sites web de qualité traitant du thème abordé ici, merci de compléter l'article en donnant les références utiles à sa vérifiabilité et en les liant à la section « Notes et références ».
Pour plus de détails, voir Fiche technique et Distribution.
La Bataille de Culloden (Culloden) est un documentaire-fiction réalisé par Peter Watkins, sorti en 1964.

## Synopsis
Se présentant comme un documentaire dans le style des actualités, le film retrace le déroulement et les conséquences de la bataille de Culloden (1746), au cours de laquelle l'armée du prince Charles Édouard Stuart, majoritairement composée de membres des clans écossais des Highlands, est écrasée en à peine plus d'une heure par l'armée britannique fidèle au roi George II de Grande-Bretagne. Watkins insiste sur la répression menée par le gouvernement britannique après la bataille, dont l'objectif avoué était de détruire entièrement le système des clans afin de prévenir toute nouvelle rébellion dans les Highlands.

## Fiche technique
- Titre : La Bataille de Culloden
- Titre original : Culloden
- Réalisation : Peter Watkins
- Scénario : Peter Watkins
- Production : BBC
- Photographie : Dick Bush
- Montage : Michael Bradsell
- Son : John Gatland et Hou Hanks
- Maquillage : Ann Brodie
- Coordination de la bataille : Derek Ware
- Conseiller historique : John Prebble
- Pays d'origine :  Royaume-Uni
- Format : Noir et blanc - Mono
- Genre : Drame, documentaire fiction
- Durée : 69 minutes
- Date de sortie : 15 décembre 1964

## Analyse
Tourné près d'Inverness avec des comédiens amateurs de Londres et des Lowlands écossais pour les forces royalistes, d'Inverness pour l'armée clanique, le film établit un parallélisme entre la « pacification » américaine dans le Viêt Nam des années 1960, et cette « pacification » anglaise des terres écossaises au XVIIIe siècle.
Watkins y poursuit sa recherche quant à la manière de représenter l'histoire : dans le style du documentaire, caméra à l'épaule (sa « caméra liberté »), comme si le cameraman se trouvait effectivement sur le champ de bataille, interviewant les soldats en direct et commentant en voix off ce qui se passe. Pour beaucoup descendants directs des Highlanders tués à Culloden, les acteurs écossais y reconstruisent leur propre histoire — procédé qui sera régulièrement employé par le réalisateur (notamment dans La Commune).

## Récompenses
- British Screenwriters Award of Merit